# Upotřebení schodiště
Upotřebení schodiště je dvacátý druhý díl třetí řady amerického televizního seriálu Teorie velkého třesku. V této epizodě hostují Carol Ann Susi, Ally Maki, Steven Yeun, Ajgie Kirkland a Ed Lieberman. Režisérem epizody je Mark Cendrowski.

## Děj
Leonard se se Sheldonem hádá kvůli teplotě v bytě. Leonard to nevydrží a naštvaně odejde k Penny. Ta se ho ptá, proč s ním tedy vůbec bydlí a tak jí Leonard vypráví celý příběh od začátku. Dostane se také k tomu, jak Sheldon poznal Howarda s Rajem, stejně tak Leonard Penny vysvětluje, proč nefunguje výtah na chodbě a co s tím má společného to, že mu Sheldon zachránil život.

## Obsazení
| Johnny Galecki | Leonard Hofstadter |
| Jim Parsons    | Sheldon Cooper     |
| Kaley Cuoco    | Penny              |
| Simon Helberg  | Howard Wolowitz    |
| Kunal Nayyar   | Raj Koothrappali   |
| Carol Ann Susi | Debbie Wolowitz    |
| Ally Maki      | Joyce Kim          |
| Steven Yeun    | Sebastian          |
| Ajgie Kirkland | Louie              |
| Ed Lieberman   | oznamovatel        |